# Spider-Man: Miles Morales
Spider-Man: Miles Morales (as vezes referido como Marvel's Spider-Man: Miles Morales) é um jogo eletrônico de ação-aventura desenvolvido pela Insomniac Games e publicado pela Sony Interactive Entertainment para o PlayStation 4 e PlayStation 5. É baseado nos personagens, mitologia e adaptações em outras mídias dos personagens de histórias em quadrinhos Miles Morales e Homem-Aranha da Marvel Comics, tendo sido lançado para PlayStation 4 e como um título de lançamento do PlayStation 5 em novembro de 2020.
O jogo é uma continuação quase direta (com diferenças de poucos meses, na linha da história, dentro do jogo)  de Spider-Man,de 2018. E retrata a luta de Miles para equilibrar os deveres de sua personalidade civil e do Homem-Aranha quando sua nova casa, Harlem, está ameaçada por uma guerra entre a Roxxon Energy Corporation e o exército criminoso de alta tecnologia do Tinkerer, o Underground.
A jogabilidade é apresentada a partir da perspectiva em terceira pessoa com um foco principal nas habilidades de travessia e combate de Miles. Miles pode se mover livremente pela cidade de Nova York, interagindo com personagens, realizando missões e desbloqueando novos aparelhos e trajes, progredindo através da história principal ou completando tarefas. Fora da história, o jogador é capaz de completar missões secundárias para desbloquear conteúdo adicional e itens colecionáveis. O combate se concentra em encadear ataques e usar o ambiente e as teias para incapacitar inúmeros inimigos, evitando danos.
Anunciado pela primeira vez no evento de revelação do PlayStation 5 em junho de 2020, o jogo foi lançado como um título de lançamento para o novo console em 12 de novembro de 2020, na América do Norte e Austrália, e em 19 de novembro em todo o mundo. Uma versão do PlayStation 4 foi lançada no mesmo dia, sem alguns dos recursos avançados de sua contraparte de última geração, como ray-tracing ou um modo de desempenho de 60 FPS, devido às limitações técnicas do console. Uma versão remasterizada de Spider-Man para o PlayStation 5 está incluída na "Ultimate Edition" de Miles Morales. O jogo recebeu elogios por seu combate, narrativa, conteúdo e melhorias técnicas da versão PS5. A partir de julho de 2021, o jogo já vendeu mais de 6,5 milhões de cópias.

## Gameplay
A jogabilidade principal de Spider-Man: Miles Morales é a mesma de seu antecessor. Ele apresenta o mesmo mundo aberto, uma versão fictícia de uma Manhattan moderna , que é coberta de neve porque o jogo é ambientado durante as férias de final de ano dos Estados Unidos. Miles é controlado de forma quase idêntica a Peter Parker, mas com novas animações e habilidades, que são desbloqueadas à medida que o enredo progride. Os poderes introduzidos consistem em Venom Blast, que permite ao jogador incapacitar inimigos com bioeletricidade, e carregar ou drenar eletrônicos; Camuflagem, que dá a Miles invisibilidade temporária; e Mega Venom Blast, consistindo de uma enorme explosão de bio-eletricidade que danifica todos os inimigos próximos. O jogo também introduz novos gadgets, incluindo Remote Mines, que podem se conectar a inimigos ou painéis elétricos; um dispositivo que convoca caças holográficos para ajudar no combate; e Gravity Wells que prendem vários inimigos e os tornam mais fáceis de acertar. As habilidades e gadgets de Miles podem ser atualizados à medida que o jogador aumenta os seus níveis.
Como Peter, Miles possui um "sentido aranha", que adverte o jogador de ataques recebidos e permite que eles se esquivem e revidem, e os atiradores de teia, que disparam linhas de teias que podem ser usadas durante a travessia e o combate, de várias maneiras diferentes. Miles também pode saltar, ficar em superfícies e viajar rápido usando o sistema do metrô de Nova York. As missões secundárias foram significativamente alteradas, e agora são acessadas a partir de um aplicativo de telefone no jogo. Miles tem vários trajes desbloqueáveis, alguns são baseados em versões existentes do personagem na mídia, bem como trajes originais criados para o jogo. Muitos deles melhoram as habilidades de Miles, como permitir que ele tome menos dano, permaneça invisível por mais tempo ou regenere o poder Venom Blast mais rápido. Durante certas seções do jogo, os jogadores controlam Miles em sua persona civil e não podem usar nenhuma de suas habilidades ou aparelhos.

## Sinopse

### Personagens e cenário
A narrativa continua de onde Spider-Man e seu conteúdo para download The City That Never Sleeps parou, quando Miles Morales (Nadji Jeter) foi mordido por uma aranha geneticamente melhorada e ganhou poderes semelhantes ao seu mentor Peter Parker (Yuri Lowenthal). Um ano após a conclusão do primeiro jogo, Morales foi treinado por Parker, mudou-se do Brooklyn para o Harlem, e se integrou totalmente ao papel de homem-aranha, embora ele ainda esteja ganhando experiência e dúvidas se ele pode fazer jus ao legado de Parker. No início do jogo, Parker deixa Nova York para Symkaria por várias semanas e confia em Morales para proteger a cidade em sua ausência. Agora o único Homem-Aranha, Morales deve equilibrar suas novas responsabilidades de super-herói com o apoio de sua mãe Rio Morales (Jacqueline Piñol) em sua campanha para o Conselho da Cidade, e defendendo sua nova casa de uma guerra violenta entre a corrupta Roxxon Energy Corporation e um exército criminoso de alta tecnologia chamado "Underground".
O jogo apresenta novos personagens coadjuvantes e também faz o retorno de outros, incluindo o supervilão Rhino (Fred Tatasciore),o rei do crime preso, Kingpin (Travis Willingham) e o podcaster anti-Homem-Aranha, J. Jonah Jameson (Darin De Paul). O antigo mentor e empregador de Parker, Dr. Otto Octavius (William Salyers), aparece em um flashback enquanto o chefe da Oscorp e ex-prefeito de Nova York Norman Osborn (Mark Rolston) aparece em uma cena dos créditos. O falecido pai de Miles, o policial Jefferson Davis (Russell Richardson), aparece mas apenas com a voz.
O novo elenco inclui o melhor amigo de Miles e colega de escola, Ganke Lee (Griffin Puatu), que o auxilia com suas atividades de Homem-Aranha; O tio afastado e superprotetor de Miles, Aaron Davis (Ike Amadi),que opera como um mercenário blindado conhecido como Prowler; podcaster e apoiador do Homem-Aranha, Danika Hart (Ashly Burch); Voluntária da F.E.A.S.T. Gloria Davila (Melanie Minichino); artista de rua surda Hailey Cooper (Natasha Ofili); um proprietário de uma adega, Teo Alvarez (Yancey Arias); Caleb Ward (Emerson Brooks), barbeiro da Caleb's Clean Cuts; Camila Vasquez (Krizia Bajos); chefe do departamento de P&D da Roxxon, Simon Krieger (Troy Baker); e o amigo de infância de Miles, Phin Mason (Jasmin Savoy Brown), que busca vingar a morte de seu irmão e outro amigo de Miles, Rick (Todd Williams) como o misterioso Tinkerer.

### Enredo
Depois de mais de um ano de treinamento sob o comando de Peter Parker, Miles Morales dominou suas habilidades semelhantes a aranhas e estabeleceu-se como o parceiro original de combate ao crime do Homem-Aranha, embora ele ainda luta para se adaptar ao seu novo papel. Enquanto escoltava um trem policial que transportava prisioneiros para a balsa reconstruída, Miles acidentalmente liberta Rhino, que causa estragos no Harlem. Enquanto Miles para os outros fugitivos, Peter luta contra Rhino, que eventualmente o domina. Miles intervém e derrota Rhino com sua nova habilidade bioelétrica, mais tarde apelidada de "Venom Blast". Deixando Rhino sob custódia de Roxxon, Peter informa Miles que ele estará ajudando sua namorada, a repórter do Daily Bugle Mary Jane Watson, com sua missão em Symkaria por algumas semanas como seu fotografo, e confia-lhe para cuidar da cidade em sua ausência.
Enquanto investiga um arrombamento no Roxxon Plaza, Miles entra em conflito com um grupo chamado Underground, que tem uma vingança contra a empresa. Voltando para casa para celebrar o Natal com o Rio e Ganke, Miles se surpreende ao saber que o Rio também convidou Phin, com quem não fala há mais de um ano. No dia seguinte, Ganke cria um aplicativo do Homem-Aranha para que os cidadãos possam chamar Miles diretamente para obter ajuda. O tio de Miles, Aaron Davis, é o primeiro a usá-lo e tem conhecimento da identidade de seu sobrinho Miles. Mais tarde, Miles participa de um dos comícios de campanha de Rio, mas testemunha o Underground atacando os guardas roxxon presentes e tenta parar o conflito antes que ele se intensifique. Ele logo descobre que o Undergroud está procurando a fonte de energia experimental de Roxxon, Nuform, e que Phin é seu líder, o "Tinkerer". Após uma investigação mais aprofundada, Miles descobre que Phin quer vingar a morte de seu irmão Rick, que foi envenenado enquanto trabalhava em Nuform e morto por Simon Krieger depois de tentar sabotar o projeto. Com a ajuda de Aaron, a quem ele descobre que é o Prowler, Miles descobre o plano de Phin para arruinar Roxxon destruindo sua praça com Nuform para destacar seus perigosos efeitos colaterais, que Krieger estava encobrindo.
Depois de trair a confiança de Phin para coletar informações sobre o Undergroud, Miles é eventualmente forçado a revelar sua identidade para ela, azedando sua amizade. Miles tenta se reconciliar com Phin, mas Roxxon os sequestra com a ajuda de um rhino aprimorado. Miles e Phin escapam, mas Miles descobre que Aaron também o espionou para Roxxon e que Krieger modificou o reator Nuform da praça para destruir harlem se o plano de Phin for bem sucedido. Phin e Miles lutam contra o rhino aprimorado, que insulta Phin sobre a morte de Rick. Ele quase o mata, mas Miles intervém e os dois lutam antes que Phin nocauteie Miles e fuja. Ganke traz um Miles ferido para casa, onde Rio descobre a identidade de seu filho e continua a apoiá-lo. Assim que ele se recupera, Miles tenta deter Phin. No entanto, ele é capturado por Aaron, que o leva para o subsolo para evitar que ele seja morto como seu pai Jefferson Davis. Miles escapa e derrota seu tio, explicando que ele não pode virar as costas para as pessoas quando precisam dele.
Enquanto o Underground e Roxxon lutam nas ruas e Phin executa seu plano, Aaron, inspirado pelas palavras de seu sobrinho, ajuda Rio a evacuar Harlem, dando a Miles a chance de confrontar Phin e parar o reator Nuform antes que ele se torne crítico. Incapaz de argumentar com ele, Miles luta com Phin antes de tentar absorver a energia do Nuform para conter a explosão. No entanto, há muita energia e Miles é incapaz de contê-la. Para salvar a cidade, Phin se sacrifica voando para uma distância segura acima da cidade para que ele possa liberar a energia antes que ela o mate. Miles despenca no chão e sua identidade é revelada a um pequeno número de cidadãos que ele ajudou como Homem-Aranha, que prometem manter seu segredo. Quatro semanas depois, Roxxon foi processado por inúmeros processos e Krieger foi preso após Aaron se entregar e testemunhar contra eles. Peter retorna de Symkaria e elogia Miles por seu crescimento e heroísmo antes deles irem lutar contra o crime juntos.
Em uma cena nos créditos, Norman Osborn ordena ao relutante Dr. Curt Connors que liberte seu filho em estado terminal Harry de uma cápsula de estase, apesar de sua condição instável. Em uma cena pós-créditos, Miles deixa um prêmio que ganhou com Phin no topo da Igreja Trinity em sua memória.

## Desenvolvimento
Spider-Man: Miles Morales foi desenvolvido pela Insomniac Games e publicado pela Sony Interactive Entertainment para o PlayStation 4 e PlayStation 5. O vice-presidente da Sony, Simon Rutter, disse ao The Telegraph que o jogo é "uma expansão e um aprimoramento do jogo anterior". No entanto, mais tarde, a Insomniac chamou o projeto de um jogo independente, afirmando que é "a próxima aventura no universo dos jogos do Homem-Aranha da Marvel". É menor em tamanho e alcance que Spider-Man, e foi comparado a Uncharted: The Lost Legacy, um jogo que serviu como uma expansão autônoma que era menor em tamanho e alcance do que um título Uncharted da linha principal. O jogo apresenta "uma nova história, com novos cenários, novos vilões e missões únicas". Para a versão de PlayStation 5, o jogo tira proveito do poder de processamento aumentado do console, hardware de ray-tracing dedicado, armazenamento de unidade de Unidade de estado sólido, Tempest Engine e o controle DualSense para oferecer suporte a recursos como feedback háptico avançado, efeitos de ray-tracing em tempo real , áudio espacial 3D e tempos de carregamento reduzidos. A versão de PlayStation 5 de Spider-Man: Miles Morales suporta HDR e um "modo de desempenho" opcional que permite que o jogo seja executado em resolução 4K e 60 quadros por segundo. Em 9 de outubro de 2020, a Insomniac Games anunciou via Twitter que o jogo tinha "ganhado ouro", o que significa que as cópias físicas do jogo estavam prontas para serem produzidas, com qualquer desenvolvimento adicional sendo corrigido para o jogo por meio de atualizações de software.

### Música
John Paesano voltou para compor a trilha sonora de Spider-Man: Miles Morales após compor a de Spider-Man, de 2018. ao contrário da música do jogo de 2018, que era mais orquestral, a trilha sonora de Miles Morales mistura temas orquestrais com música hip hop. Três músicas originais foram criadas para a trilha sonora: "I'm Ready", de Jaden Smith, We Come From" e "This Is My Time", de Lecrae.

## Lançamento
O jogo foi anunciado em 11 de junho de 2020, no evento de revelação do PlayStation 5 como um título de lançamento. Ele foi lançado mundialmente em 12 de novembro de 2020, para PlayStation 4, com a versão de PlayStation 5 também sendo lançada na América do Norte, Austrália e Nova Zelândia nessa data; uma semana depois, foi lançado mundialmente para o PlayStation 5. O jogo está disponível em inúmeras edições. A edição padrão inclui apenas o jogo base e está disponível para ambos os consoles, com a versão de PlayStation 4 suportando uma atualização gratuita para a versão PlayStation 5. A Ultimate Edition está disponível para o PlayStation 5, agrupando o jogo base e Spider-Man Remastered. As variantes de lançamento de todas as edições estavam disponíveis na América do Norte, e essas variantes possuem acesso instantâneo ao seguinte; o ttraje T.R.A.C.K. e o traje de Miles do filme de animação Spider-Man: Into the Spider-Verse, três pontos de habilidade extras e um Gadget Gravity Well. Varejistas internacionais entregaram este conteúdo separadamente como um código resgatável. Todos esses itens bônus estão disponíveis ao longo do jogo para aqueles que não receberam os bônus de pré-venda.
O jogo autônomo apresenta uma dedicatória ao ator original para o Pantera Negra do Universo Cinematográfico Marvel, Chadwick Boseman, que morreu dois meses antes do lançamento do jogo.
Em 2 de junho de 2022, durante a State of Play, a Sony anunciou que a série Marvel's Spider-Man (tanto o Remastered quanto o Miles Morales) seriam relançados para PC, o que deixou muitos jogadores de PC fãs do Homem-Aranha extremamente felizes, pois antes disso, o "único último" jogo do Homem Aranha no PC era o The Amazing Spider-Man 2, lançado em 2014, desenvolvido pela Beenox e publicado pela Activision. No entanto, muitos "Sonystas" (Fanboys da PlayStation) se revoltaram, pois segundo eles, os jogos exclusivos de PlayStation não poderiam sair da plataforma, já que, para eles, exclusivos PlayStation "fora do PlayStation" seria como exclusivos da Nintendo fora da Nintendo, ou seja, para os "Sonystas", exclusivos de PlayStation "fora do PlayStation" não seria certo, pois não seria como sempre foi na história da PlayStation (em questão de exclusivos).

### Midia e merchandise
Em 7 de outubro de 2020, a Marvel Games revelou uma préquela, Marvel's Spider-Man: Miles Morales - Wings of Fury, que foi publicado em 10 de novembro de 2020, e escrito por Brittney Morris. a história segue Miles chegando a um acordo com o que significa ser o Homem-Aranha. Ele é deixado questionando tudo quando Abutre e seu cúmplice Starling lançam uma tecnologia experimental em Nova York. Também foi anunciado Marvel's Spider-Man: Miles Morales - The Art of the Game de Matt Ralphs, que foi lançado em 16 de fevereiro de 2021. Ela apresenta uma coleção de arte conceitual, renderizações no jogo e insights dos artistas e jogos da Insomniac.
Em março de 2021, Funko Pop! Figuras de vinil dos trajes Classic e T.R.A.C.K. do jogo, foram lançadas, com os dois tendo uma variante Chase de edição limitada na qual Miles está desmascarado. Uma nova seleção dos trajes de 2020, Bodega Cat, S.T.R.I.K.E, Advanced Tech, Purple Rein, Crimson Cowl, Winter e Programmable Matter foram lançados em abril de 2021, com os dois últimos tendo variantes exclusivas disponíveis no Hot Topic e GameStop, respectivamente.
Quando a Sony estava para anunciar a chegada/retorno de Marvel's Spider-Man ao PC, lançou 3 trailers de cada jogo, (2 de junho: Trailer de Anúncio - 25* de julho: Trailer dos Recursos e 12 de agosto: Trailer de Lançamento) - Marvel's Spider-Man Remastered e (23 de setembro: Trailer de Anuncio - 13 de outubro: Trailer de Recursos e 18 de novembro: Trailer de Lançamento) - Marvel's Spider-Man Miles Morales, ambos em 2022. Durante o período do trailer de recursos, a Sony divulgou imagens da versão de PC, a primeira sendo uma imagem de pré-venda, que mostrava o que quem comprasse na pré-venda desbloquearia itens após o lançamento, que são 3 trajes (Traje Spider-Punk, Traje Iron Spider (Marvel Studios) e Traje de Velocidade), o dispositivo Spider-Drone e 5 pontos de habilidade, incluindo uma imagem do "lançamento global", tudo isso do Marvel's Spider-Man Remastered, enquanto Marvel's Spider-Man Miles Morales também recebeu a mesma coisa, mas alguns itens de pré-venda são diferentes, nesse caso, os trajes são (Traje S.P.O.R.T. e Traje Into the Spider-Verse), com o dispositivo Poço Gravitacional e 3 pontos de habilidade.

## Recepção
Spider-Man: Miles Morales recebeu "críticas geralmente favoráveis", de acordo com o agregador de críticas Metacritic.
Jonathon Dornbush da IGN desfrutou dos novos aprimoramentos do PS5 do jogo. Chris do Destructoid, elogiou a história do jogo e as novas habilidades de Miles. Reiner, do Game Informer, apreciou as melhorias no combate e na área do Harlem.
Marvel's Spider-Man Miles Morales foi bem recebido no PC.

### Vendas
A versão de PlayStation 4 de Spider-Man: Miles Morales vendeu 22.882 cópias físicas em sua primeira semana à venda no Japão, tornando-se o oitavo jogo de varejo mais vendido da semana no país. Durante a mesma semana, a versão para PlayStation 5 foi o décimo jogo de varejo mais vendido no Japão, vendendo 18.640 cópias físicas.
Spider-Man: Miles Morales também foi o jogo de lançamento físico mais vendido no Reino Unido, na Alemanha. O jogo vendeu mais de 100.000 cópias em seu mês de lançamento e 200.000 cópias até o final de dezembro de 2020.
A partir de 18 de dezembro de 2020, o jogo vendeu um total combinado de 663.000 cópias digitais nas plataformas PlayStation 4 e PlayStation 5.
Em 22 de abril de 2021, Jeff Grubb, da VentureBeat, informou que o jogo havia superado tanto The Last of Us Part II quanto Ghost of Tsushima no que diz respeito às vendas ao longo da vida.
Até 18 de julho de 2021, o jogo tinha vendido mais de 6,5 milhões de cópias.
Marvel's Spider-Man Miles Morales no PC é tão bom quanto Marvel's Spider-Man Remastered e teve boas vendas, pórem, suas vendas no PC não foram muito boas, pois o preço era um pouco "salgado" para o tamanho de sua história, Marvel's Spider-Man Remastered custa R$ 250 no PC, e faz sentido com o tamanho de sua história, pois além de sua história ser grande, também tem o pacote de DLC The City That Never Sleeps que aumenta seu tempo de história. Enquanto Marvel's Spider-Man Miles Morales não possui DLC, pois ele é uma expansão autônoma, também conhecida como "DLC Standalone".

### Prêmios e indicações
| Data                   | Prêmio                             | Categoria                                                 | Destinatário(s) e nomeado(s)                         | Resultados | Ref.   |
| ---------------------- | ---------------------------------- | --------------------------------------------------------- | ---------------------------------------------------- | ---------- | ------ |
| 10 de Dezembro de 2020 | The Game Awards 2020               | Melhor Performance                                        | Nadji Jeter como Miles Morales                       | Indicado   | [ 66 ] |
| 10 de Dezembro de 2020 | The Game Awards 2020               | Melhor Jogo de Ação-aventura                              | Spider-Man: Miles Morales                            | Indicado   | [ 66 ] |
| 10 de Dezembro de 2020 | The Game Awards 2020               | Voz do Jogador                                            | Spider-Man: Miles Morales                            | Indicado   | [ 66 ] |
| 6 de Abril de 2021     | 19th Visual Effects Society Awards | Excelência em Efeitos Visuais em um Projeto em Tempo Real | Gavin Goulden, Jess Reed, Bryanna Lindsey, Mike Yosh | Indicado   | [ 67 ] |